# Biblioteca comunale di Anghiari
La biblioteca comunale di Anghiari ha la propria sede nel Palazzo Corsi, luogo d'interesse storico-culturale tra i più rappresentativi del paese. Attualmente la biblioteca vanta un patrimonio librario di oltre 25.000 volumi, alcuni dei i quali risalgono alla primissima collezione. 

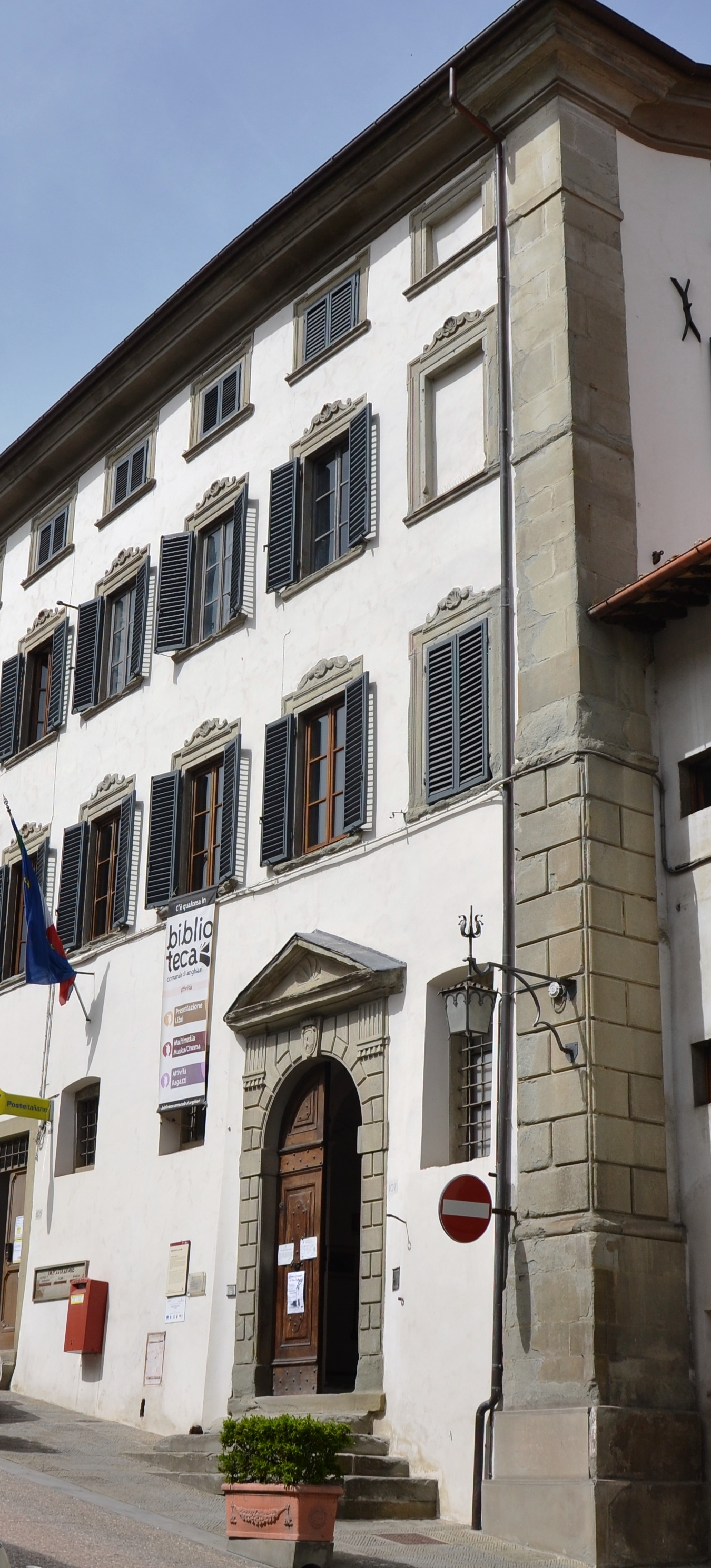
Palazzo Corsi (sec. XVIII).

## Storia
La storia della biblioteca ha inizio nei primi anni del Novecento, quando venne fondata come biblioteca popolare per iniziativa della locale Società Operaia di Mutuo Soccorso. Nel 1976 la biblioteca passò alla gestione comunale, e in tempi più recenti è entrata a far parte della Rete Documentaria Aretina, condividendone scopi e progetti.
Il suo patrimonio librario, che oggi supera i 25.000 volumi, si articola in varie sezioni. Oltre alla narrativa e alla saggistica, un posto importante è occupato dalle sezioni di storia locale e da quella dei ragazzi.
Attualmente la Biblioteca intrattiene una diffusa collaborazione con gli enti presenti nell'Alta Valle del Tevere, promuovendo iniziative culturali volte all'approfondimento e alla divulgazione degli aspetti più rilevanti della storia del territorio.

### La sede di Palazzo Corsi
L'attuale Palazzo Corsi è quanto resta di un complesso architettonico più ampio risalente al tardo XVIII secolo. Del complesso originario facevano parte l'odierno teatro comunale e la cappella dei Caduti, oggi situati in piazza IV Novembre, uno spazio, quest'ultimo, dove allora si estendeva un giardino all'italiana che fungeva da collegamento fra le diverse strutture.

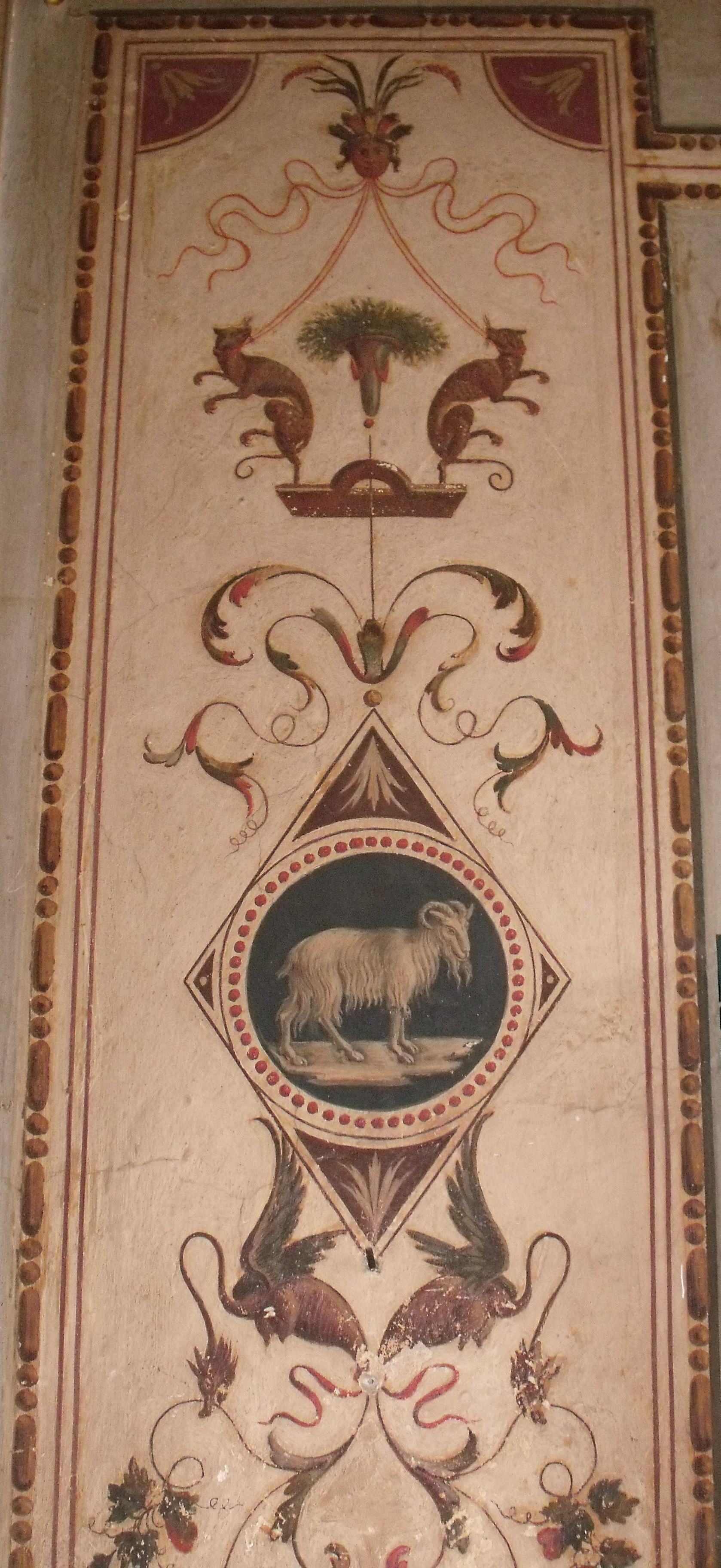
Esempio di grottesca parietale in una delle sale della biblioteca.

I Corsi erano un'antica famiglia anghiarese, abbiente ma di umili origini, che ottenne il grado nobiliare tra il 1792 e il 1793 per iniziativa di Benedetto, l'intraprendente capofamiglia a cui si deve l'ideazione stessa del Palazzo. La realizzazione dell'opera venne affidata all'architetto fiorentino Lorenzo Pozzolini, ma il progetto che questi concepì fu realizzato soltanto in parte. La scelta del Pozzolini quale architetto è rivelatrice dei contatti che i Corsi avevano nel capoluogo toscano. Dopo alterne vicende, nel Novecento, il Palazzo venne acquistato dal Comune di Anghiari, e da allora ha subito vari interventi di riqualifica e restauro.
Col suo intonaco bianco, i tre ordini regolari di finestre e il maestoso portone ligneo sormontato dallo stemma di famiglia, esternamente Palazzo Corsi presenta un aspetto classicheggiante che ben si armonizza col resto del profilo urbano. Solamente il piano al livello stradale, un tempo destinato a ospitare magazzini e granai, perde in simmetria a causa sia della forte pendenza del terreno (Corso G. Matteotti, la strada sulla quale si affaccia la Biblioteca, è la caratteristica discesa che taglia in due il paese e che gli anghiaresi chiamano abitualmente "la Croce"), sia della scelta di aver collocato il portone d'ingresso in posizione laterale.

Attualmente Palazzo Corsi è diviso in vari uffici e competenze. Dal 1983, il primo piano ospita le sale della biblioteca comunale. Questo era il cosiddetto "piano nobile", facilmente riconoscibile per via delle decorazioni che ricoprono le pareti di due suoi locali. Quelle che oggi sono i vani principali della biblioteca, e che allora costituivano la sala di rappresentanza e la camera matrimoniale con tanto di alcova, sono infatti fortemente caratterizzate da eleganti decorazioni. A livello pittorico si riconoscono grottesche policrome che dalle pareti di una delle due sale si allargano al soffitto dando luogo a un sofisticato "intarsio" di figure geometriche e floreali. Dal punto di vista architettonico si possono 

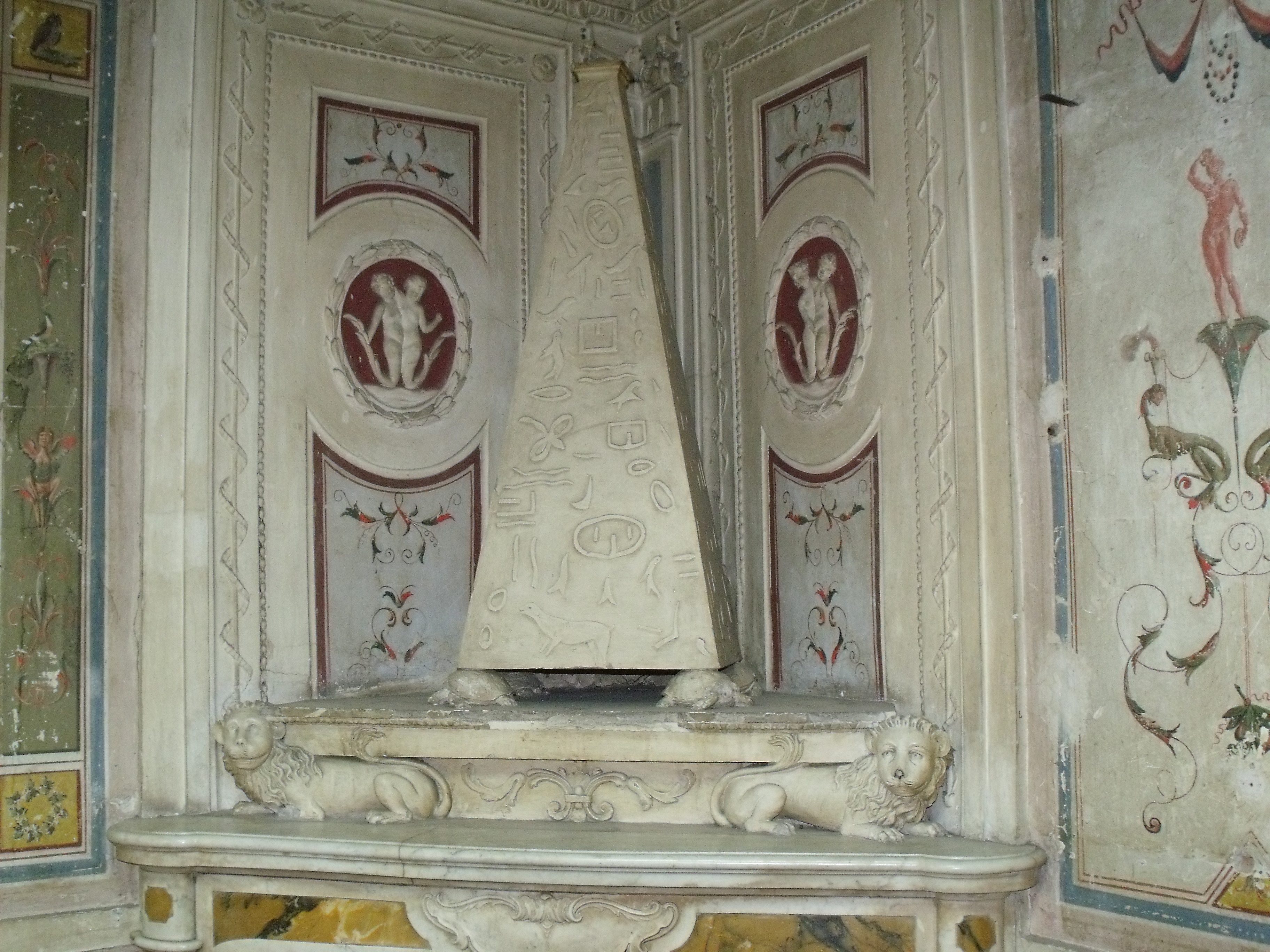
La parte superiore di uno dei camini della sala principale; si notino la piramide, le tartarughe a suo sostegno e le due figure leonine accucciate ai lati del basamento.

invece apprezzare una ricca serie di cornici, fregi, lesene, capitelli e rilievi d'altro tipo, nonché due insoliti camini angolari di gusto neoegizio, sormontati da piramidi e figure leonine. Sebbene alcuni dettagli artistici sembrino indicare una non dissimulata impronta massonica, ciò che emerge dall'osservazione di queste decorazioni è soprattutto una vistosa eterogeneità di stili a sua volta rivelatrice di una singolare propensione verso l'eclettismo; una propensione che, oltre a porsi in contrasto con le già ricordate linee pulite della facciata, invita a riflettere sulla derivazione di tali influssi in un paese, qual era l'Anghiari del tempo, sostanzialmente ai margini del panorama artistico-culturale toscano.

## Descrizione
Il patrimonio librario della biblioteca è interamente a scaffale aperto. Suddiviso in varie sezioni, esso è tuttora in fase di sviluppo e riorganizzazione secondo il sistema di classificazione decimale Dewey. Fra le sezioni di più recente allestimento figurano quelle di Arte, Pedagogia e Scienze sociali.

### Spazi e servizi

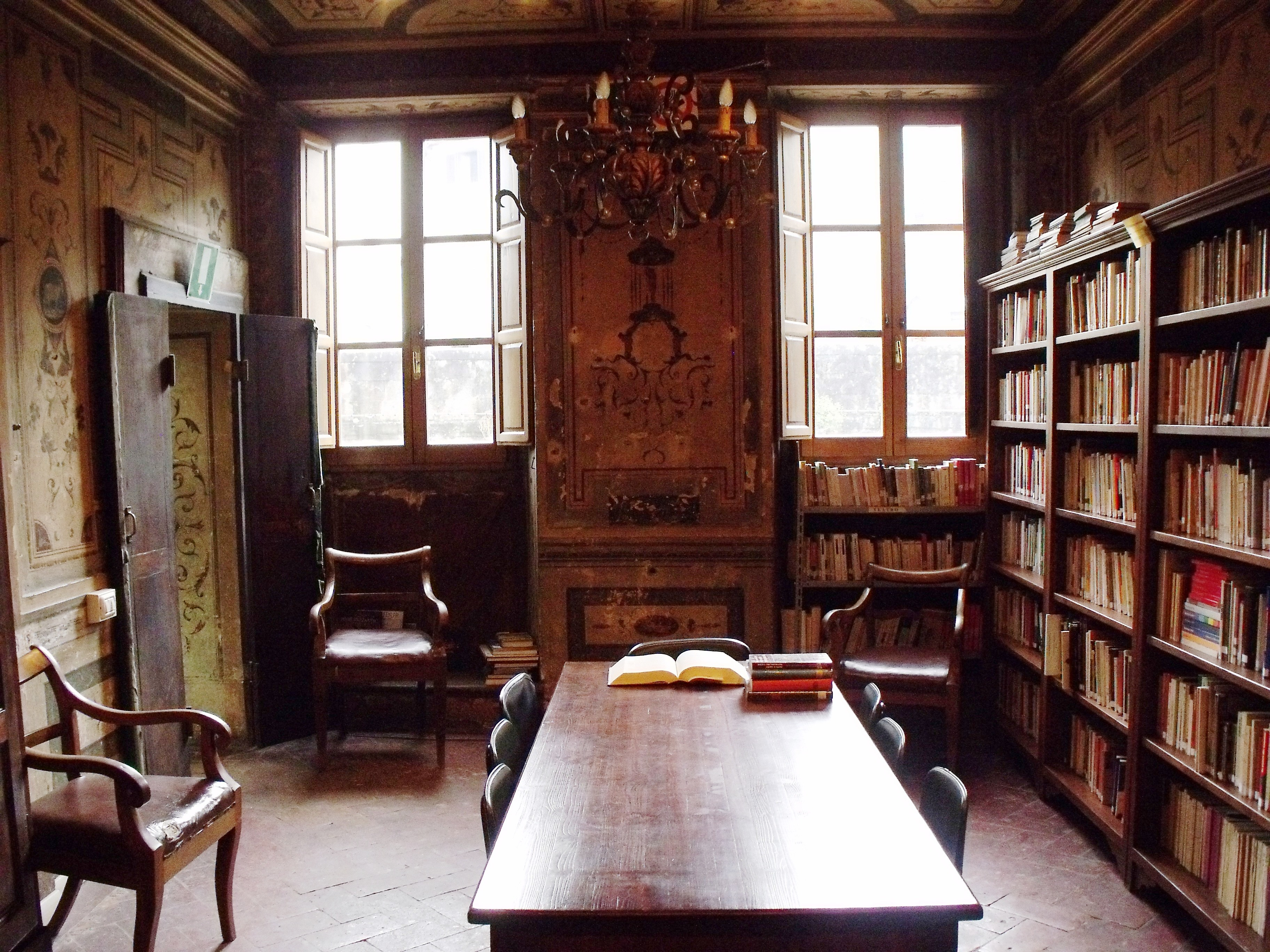
La sala di lettura; sulla destra le scaffalature del "Fondo Tutino".

I locali della biblioteca constano di:
- una sala di accoglienza-rappresentanza;
- una sezione "ragazzi";
- due sale a scaffale aperto con le opere di narrativa;
- due postazioni internet a uso del pubblico.

### La "biblioteca dell'Inviato": il Fondo Tutino
Nel 2005 la biblioteca si è arricchita del lascito dell'ex partigiano e giornalista de L'Unità Saverio Tutino (1923-2011), uno dei fondatori dell'Archivio Diaristico Nazionale di Pieve Santo Stefano e della Libera Università dell'Autobiografia di Anghiari (quest'ultima realizzata in collaborazione col professore Duccio Demetrio, docente presso l'Università Milano-Bicocca), il quale ha donato al paese della battaglia parte dei volumi che costituivano la sua biblioteca privata.
La presenza del fondo Tutino all'interno della biblioteca comunale, composto da un migliaio di volumi e riviste a loro volta inclusi nel prestito, oltre a testimoniare il legame affettivo che esisteva fra il giornalista e il paese, offre un punto di vista privilegiato sulla sua attività di cronista e sui suoi interessi professionali, da sempre indirizzati verso le tematiche politico-sociali, sia italiane che internazionali. Coerentemente alla sua biografia, una parte del fondo si compone infatti di volumi inerenti alla storia, alla cultura e alla politica dell'America Latina, alcuni dei quali consultabili in lingua originale.

## Iniziative
La biblioteca è sensibile alle esigenze di mediazione culturale e se ne fa promotrice agevolando le occasioni di scambio e organizzando incontri bilingue fra i suoi utenti di madrelingua italiana e inglese. Inoltre, collabora attivamente con gli istituti scolastici del territorio predisponendo visite guidate nei suoi locali e letture animate per le classi dei più piccoli.

## Archivio Storico Comunale
Oltre alla sua collezione libraria, da qualche anno la biblioteca di Anghiari ospita anche l'Archivio storico comunale, il cui patrimonio è composto da 1634 unità archivistiche suddivise in due sezioni distinte: preunitaria (con una documentazione più omogenea per il periodo di tempo compreso fra il XVIII secolo e il 1870) e postunitaria (dal 1871 al 1923). Parte della sezione preunitaria dell'Archivio è dedicata alle opere manoscritte: ne fanno parte quelle di Francesco e Lorenzo Taglieschi, importanti annalisti locali del XVI-XVII secolo, e quelle del letterato anghiarese Federigo Nomi (1633-1705), le cui opere più note sono i poemi Il Catorcio d'Anghiari e Buda Liberata.